# Niterói Futebol Clube
O Niterói Futebol Clube é uma agremiação esportiva brasileira, com sede em Niterói, no estado do Rio de Janeiro. Fundado em 24 de junho de 1968 como Niterói Atlético Clube, o clube é dedicado às categorias de base, atuando nas faixas etárias do sub-11 ao sub-17. O Niterói FC é reconhecido por seu compromisso com a formação de jovens atletas e pela participação ativa em competições organizadas pela Liga Niteroiense de Desportos.

## História
O Niterói Futebol Clube foi fundado em 24 de junho de 1968, inicialmente como Niterói Atlético Clube, sendo um dos clubes fundadores da Liga Niteroiense de Desportos (LND). O clube alviverde também é filiado à Federação de Futebol do Estado do Rio de Janeiro (FERJ).
Desde sua criação, o clube tem se destacado nas categorias de base, participando de diversas competições regionais e estaduais. Entre 2006 e 2011, conquistou o hexacampeonato no Torneio Light Sub-15. Em 2010, foi campeão da Copa Niteroiense Sub-17 e vice-campeão do Campeonato Niteroiense Sub-17, repetindo a vice-liderança em 2011.
Em 2024, o Niterói FC conquistou o Campeonato Niteroiense de Futebol Sub-15, vencendo o Trops por 2 a 0 na final realizada na Concha Acústica de Niterói. Os gols da decisão foram marcados por Hudson e Apolínário. Nas semifinais, a equipe goleou o Joga Fácil por 5 a 1, demonstrando sua força nas categorias de base.

## Títulos
Esses são todos os títulos encontrados do Niterói FC:
- Torneio Light Sub-15: 2006, 2007, 2008, 2009, 2010, 2011
- Copa Niterói Sub-15: 2012, 2014
- Copa Niterói Sub-17: 2010, 2014
- Campeonato Niteroiense Sub-15: 2013, 2014, 2022, 2023, 2024
- Campeonato Niteroiense Sub-16: 2024
- Campeonato Niteroiense Sub-17: 2022

## Liga Niteroiense de Desportos
O Niterói FC foi um dos clubes fundadores da Liga Niteroiense de Desportos (LND), estabelecida em 31 de maio de 1977. A LND foi criada com o objetivo de organizar e promover o futebol amador na cidade de Niterói e contou com a participação de diversos clubes locais.